# Mutsu (Schiff, 1991)
Die Mutsu (jap. むつ) wurde als viertes ziviles Schiff nach dem sowjetischen Eisbrecher Lenin, der amerikanischen Savannah und der deutschen Otto Hahn von einem Kernreaktor angetrieben. Das Schiff sollte den Nuklearantrieb für die Frachtschifffahrt erproben und wurde nach dem Scheitern des Vorhabens zum Forschungsschiff Mirai umgebaut.

## Geschichte

### Mutsu
Der Stapellauf der Mutsu war am 12. Juni 1969. Am 13. Juli 1970 wurde das Schiff in Tokio durch die Ishikawajima-Harima Heavy Industries (IHI) der Japan Nuclear Ship Development Agency zu Testzwecken übergeben. Am 15. Juli des gleichen Jahres steuerte sie, noch von einer Dampfturbine angetrieben, den vorgesehenen Heimathafen Mutsu an. Dort wurde ein Leichtwasserreaktor eingebaut. Im Januar 1972 sollte die Mutsu als Erprobungsschiff für Kernantriebe für Handelsschiffe in Dienst gestellt werden. Die Baukosten des Schiffs betrugen 21 Millionen US-Dollar. Beim Hochfahren des Kernreaktors zeigte sich jedoch, dass die Abschirmung im oberen Teil des Reaktors nicht ausreichend war. Die auftretende Strahlenbelastung wäre zu groß gewesen. Als Fehler wurde ermittelt, dass ein Ring der Primärabschirmung im oberen Teil aus Stahl, anstatt aus Beton gefertigt wurde. Als Abhilfe musste ein 40 cm dicker Polyethylenring nachträglich auf dem Stahlring installiert werden. Nach vergleichsweise langen Reparatur- und Instandsetzungsarbeiten und einigen wenigen Testfahrten auf See traten wiederholt Mängel auf. Nicht zuletzt wegen Protesten japanischer Fischer wurde die Mutsu ohne Erprobung in der Frachtschifffahrt wieder außer Dienst gestellt. Im Jahr 1995 wurde der Reaktor endgültig entfernt und ein Dekontaminationsprogramm initiiert.

### Mirai

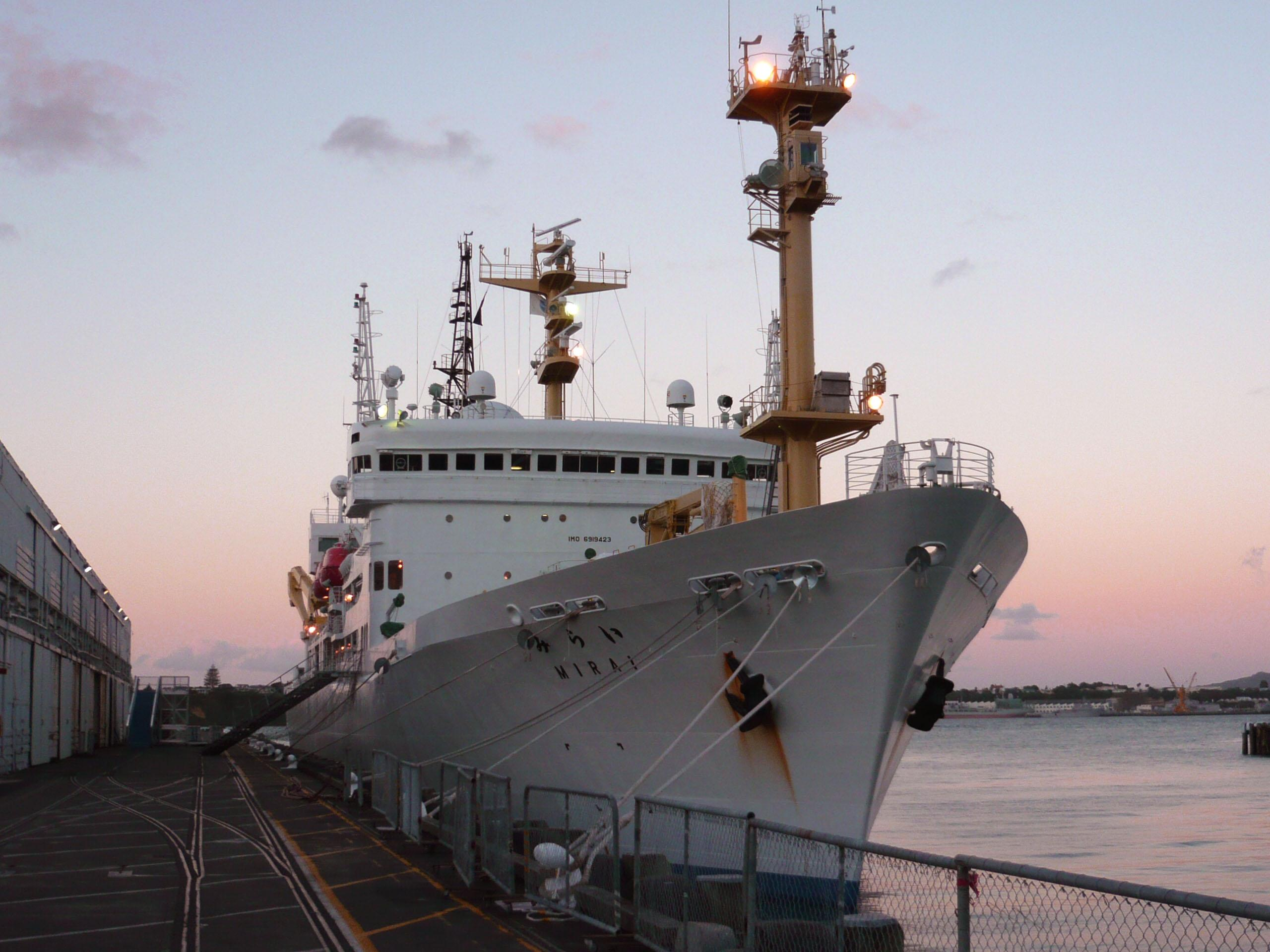
Forschungsschiff Mirai (2007)

Bei Mitsubishi Heavy Industries Shimonoseki Shipyard & Machinery Works erfolgte der Umbau zum ozeanografischen Forschungsschiff, das am 29. September 1997 als Mirai für die Japan Agency for Marine Earth Science and Technology wieder in Dienst gestellt wurde. Das Schiff ist für den weltweiten Einsatz ausgerüstet und kann neben der Schiffsbesatzung bis zu 46 weitere Personen unterbringen.

## Technik
Die zunächst 8.400 BRT große Mutsu war über alles 128,6 Meter lang, 19,0 Meter breit und hatte eine Seitenhöhe von 13,2 Meter. Der Tiefgang belief sich auf 6,9 Meter. Der Kernreaktor stammte von Mitsubishi Heavy Industries. Die Leistung der Dampfturbine betrug 7360 kW bzw. 10.000 WPS. Mit 16,5 kn Fahrt und 2,8 Tonnen niedrig angereichertem Uran sollte das Schiff problemlos eine Strecke von 145.000 Seemeilen zurücklegen können.
Beim Umbau zum Forschungsschiff wurde der Kernreaktor durch einen dieselelektrischen Antrieb ersetzt. Vier Dieselgeneratoren mit je 1.838 kW speisen zwei Elektromotoren, die mit jeweils 700 kW auf zwei Verstellpropeller wirken. Die Marschgeschwindigkeit beträgt 16 Knoten und die Reichweite wird mit 12.000 Seemeilen angegeben. 